# Abus sexuels sur mineurs dans l'Église catholique au Canada
Pour un article plus général, voir Abus sexuels sur mineurs dans l'Église catholique.
Les abus sexuels sur mineurs dans l'Église catholique au Canada désignent des agressions sexuelles de mineurs, commises au sein de l'Église catholique au Canada par certains de ses clercs et agents pastoraux. À la fin des années 1980, des révélations sur des sévices infligés dans les années 1950 et 1960 à des enfants d'un orphelinat de Terre-Neuve suscitent un scandale.

## Historique
En décembre 2019, un recours collectif a été déposé contre le diocèse de Saint-Jean-Longueuil, le diocèse de Joliette, les religieux de Saint-Vincent-de-Paul et les Frères de Saint-Gabriel.
En mai 2021, les évêques canadiens ouvrent une plateforme pour permettre aux victimes de mentionner les situations d’abus sexuels commis ou cachés par un évêque.
En 2021, une demande d’autorisation d’action collective est engagée pour des agressions sexuelles qui auraient été commises, au sein du diocèse d'Amos, par plusieurs prêtres sur des garçons âgés de 7 à 14 ans au moment des faits. Les prêtres sont : Paul-Émile Bilodeau, Réal Couture, Armand Roy, Lucien Côté, Hubert Fortier, Henri-Paul Ratté, Laval Tremblay, Marc-Aurèle Guillemette, Odilon Boutin, Adolphe Delisle, Henry Dobbelsteyn, Jules Larose, Philippe Plourde et André Leith. La requête concerne le diocèse d’Amos et Joseph Louis Aldée Desmarais (de),  évêque d’Amos, qui n'aurait pas enquêté sur ces agressions,.
L'ombudsman de l’Église catholique à Montréal, Marie Christine Kirouack, dépose en aout 2021 son premier rapport concernant 45 plaintes pour des faits qui se sont déroulés depuis les années 1950, 22 d'entre elles sont relatives à des abus sexuels « quasi institutionnel ». Ces dernières plaintes regroupent « l’exhibitionnisme, la pornographie, les avances ou propositions sexuelles non désirées, la masturbation de groupe, les contraintes à la fellation, à la masturbation, la version masculine du tribadisme, la pénétration vaginale et la sodomie »,.
En juillet 2022, lors de son voyage au Canada, le pape François reconnait les crimes sexuels perpétrés par des prêtres et des religieuses et demande pardon à l’ensemble des victimes de ces violences sexuelles.
L'ancienne magistrate Pepita Capriolo, conseillère à l’archevêché de Montréal, démissionne  en décembre 2022. Elle considère que l’Église catholique est toujours contrôlée par des religieux qui refusent de changer pour lutter contre les abus des prêtres : « Ils sont de la vieille garde ; ce sont ceux qui sont habitués au cléricalisme. C’est comme une caste et ils se protègent »,.
En mars 2024, une entente de règlement a été annoncée pour les actions collectives impliquant les diocèses d’Amos et de Trois-Rivières. Le diocèse d’Amos s’est engagé à verser 9 375 000 $ à un groupe de 40 victimes, tandis que celui de Trois-Rivières paiera 10 625 000 $ à 60 victimes. Ces ententes, qui doivent encore être approuvées par la Cour supérieure, ne couvrent toutefois pas les victimes de prêtres membres de congrégations religieuses. Selon la demande contre le diocèse d’Amos, le demandeur anonyme alléguait avoir été agressé sexuellement entre 7 et 11 ans par l’abbé Paul-Émile Bilodeau à Val-d’Or, alors que ce dernier était professeur de catéchèse et officiait à l’église Notre-Dame-de-Fatima.
En juin 2024, trois nouvelles demandes d’actions collectives ont été déposées contre les diocèses de Rimouski, de Gaspé et de Timmins, désormais connu sous le nom de diocèse de Rouyn-Noranda, pour des agressions sexuelles présumées commises par des prêtres au cours du 20ᵉ siècle. À Rimouski, un demandeur anonyme affirme avoir été agressé sexuellement en 1970 alors qu’il était enfant de chœur à l’église Saint-Rédempteur de Matane. Les abus auraient eu lieu avant et après la messe sur une période de plusieurs mois. À Gaspé, un autre demandeur rapporte avoir été agressé dès l’âge de cinq ans dans les années 1950 par un prêtre lors de visites familiales, sur une durée de cinq ans à raison d’environ une fois par semaine. En Abitibi-Témiscamingue, trois hommes se font les porte-parole d’un recours collectif visant le diocèse de Timmins. Une des victimes présumées affirme avoir été agressé dès l’âge de huit ans lorsqu’il était enfant de chœur, vers 1966.
En septembre 2024, le diocèse de Saint-Jérôme-Mont-Laurier a été autorisé à faire l’objet d’une action collective pour des agressions sexuelles présumées commises entre 1940 et 2022 par des membres du clergé ou des employés laïcs. Le représentant des victimes, Paul Dancause Jr., a déclaré avoir été agressé sexuellement par l’abbé Maurice Valois, alors vicaire à la cathédrale de Saint-Jérôme, lorsqu’il avait 15 ans. Ses deux frères auraient également été victimes du même prêtre. À ce jour, 18 autres victimes se sont inscrites à l’action collective.

## Chronologies des affaires

### Ordres et sociétés catholiques

#### Congrégation de Sainte-Croix
À la suite de plaintes pour abus sexuels un recours collectif de victime implique outre le collège de Notre-Dame de Montréal, le collège Saint-Césaire en Montérégie et de l’école Notre-Dame au Bas-Saint-Laurent, gérés par la congrégation de Sainte-Croix.  Les victimes des membres et de laïcs de la congrégation des frères de Sainte-Croix recevront entre 10 000 $ et 250 000 $ chacune selon la gravité estimée des préjudices ,.

#### Frères chrétiens

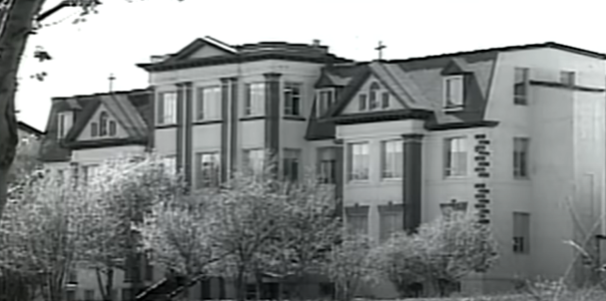
L'Orphelinat du Mount Cashel

L’orphelinat du Mount Cashel situé à Saint-Jean de Terre-Neuve au Canada, géré par les Frères chrétiens a été le lieu de sévices moraux, physiques et sexuels à l'égard des enfants pensionnaires de l'établissement.

#### Frères de l'instruction chrétienne
Une action collective a été intentée en 2024 contre les Frères de l'instruction chrétienne, une congrégation catholique qui a dirigé jusqu'à 80 écoles au Québec. Cette poursuite allègue des agressions sexuelles présumées commises sur plusieurs décennies par des membres de l'ordre dans plus de 20 établissements scolaires de la province.
Selon les documents judiciaires, au moins 87 personnes affirment avoir été victimes d'abus sexuels entre les années 1950 et 1970. Les témoignages soulignent que la congrégation aurait été informée des agressions, mais aurait choisi de déplacer ou de protéger les agresseurs plutôt que de soutenir les victimes. La plupart des auteurs présumés des abus sont aujourd'hui décédés.
Parmi les témoignages, un homme de 76 ans, dont l’identité est protégée, rapporte avoir été agressé sexuellement en 1960 par un frère nommé Charles alors qu'il fréquentait l’école Sainte-Bernadette-Soubirous de Montréal. Une autre victime, ayant accepté de témoigner, déclare avoir subi des agressions répétées pendant deux ans (1961-1963) de la part d’un frère nommé Adrias, directeur d’une autre école montréalaise.

#### Frères du Sacré-Cœur
À la suite de deux actions collectives pour des sévices sexuels au Canada, un protocole d'accord, signé en septembre 2021, permet le versement de 60 millions de dollars aux victimes des Frères du Sacré-Cœur.
Le prêtre québécois Marcel Courteau, membre des Frères du Sacré-Cœur, est accusé d'avoir agressé des enfants à Madagascar, au Sénégal et au Togo.

#### Clercs de Saint-Viateur
En juin 2020, 5 membres des Clercs de Saint-Viateur, sont arrétés par la police québécoise pour des accusations « d’agression sexuelle, de grossière indécence et d’attouchement sexuel ». Il s'agit de Jean Pilon, Gérard Whissell, Laurent Madore, Roger Larue et Raoul Jomphe, âgés de 78 à 86 ans. Ils enseignaient dans des collèges situés à Rigaud, à Matane et à Pohénégamook.
Le prêtre Jean Pilon, est condamné à trois ans et demi de prison en juillet 2021 à Salaberry-de-Valleyfield après avoir avoué des agressions sexuelles envers 12 enfants. Les faits se sont déroulés de 1982 à 1990 au sein du collège Bourget situé à Rigaud en Montérégie au Québec.
En 2016, le prêtre Ronald Léger, membre des Clercs de Saint-Viateur, est condamné à deux ans de prison pour avoir agressé sexuellement trois enfants âgés de 9 à 18 ans entre 1980 et 2004,.
En 2023, un règlement à l'amiable de 28 millions de dollars a été approuvé par la Cour d’appel du Québec pour indemniser 375 victimes d’abus sexuels commis depuis 1935 dans une vingtaine d’établissements gérés par l’ordre.

#### Oblats de Marie-Immaculée
Le 18 octobre 2018, l'émission Enquête de Radio-Canada dévoile que près de dix missionnaires Oblats de Marie-Immaculée auraient agressé sexuellement des enfants et des femmes. À l'initiative de Noëlla Mark, victime alléguée de l'Oblat Alexis Joveneau, un recours collectif est engagé à l'encontre des Oblats de Marie-Immaculée. Sont invités à se joindre à cette action les victimes entre 1950 et 2018 par « tout religieux, membre ou employé » des Missionnaires oblats de Marie-Immaculée.

#### Religieux de Saint-Vincent-de-Paul
- Le prêtre québécois Denis Vadeboncœur, membre des Religieux de Saint-Vincent-de-Paul, condamné à deux reprises pour avoir agressé sexuellement des enfants en 1985 au Canada puis en 2005 en France[24],[25].
- En mai 2021, une action collective contre les religieux de Saint-Vincent-de-Paul est autorisée au Canada. Le requérant allègue avoir été abusé sexuellement au Patro de Jonquière, au Lac-Kénogami, dans les années 1960[26].

#### Sœurs de la charité
- 2020, Une action collective à l'égard des Sœurs de la charité de Québec est engagée le 6 août 2020 par 330 victimes âgées de 6 à 10 ans à l'époque des faits entre 1925 et 1996. Ces allégations d'abus concernent 71 adultes dont 55 religieuses au sein de l’orphelinat Mont d’Youville à Beauport[27].
- 2021, À l'initiative de la Maison des femmes sourdes de Montréal, une action collective est engagée à l'égard des Sœurs de la charité de Montréal. Une quarantaine d'anciennes élèves ou pensionnaires à l’Institut des Sourdes-Muettes de Montréal affirment avoir été agressées[28].

### Pensionnats autochones
À partir des années 1990, des milliers d'autochtones ayant séjourné dans des pensionnats religieux attaquent en justice le Gouvernement du Canada et les Églises Catholique, Anglicane, Unie et Presbytérienne pour « abus sexuels », maltraitance et « génocide culturel » commis entre 1880 et 1984. Le gouvernement avait donné pour mission aux Églises l'assimilation des Amérindiens. Les parents autochtones étaient tenus d'envoyer leurs enfants dans ces pensionnats (residential schools) sous peine d'emprisonnement[réf. incomplète].
On estime à plus de 100 000 le nombre d'enfants autochtones qui ont fréquenté ces pensionnats. Ceux-ci ont mis fin à leurs activités au début des années 1980. Plusieurs anciens étudiants ont porté plainte, dans la décennie suivante, contre le gouvernement et les groupes religieux qui administraient ces établissements. La plupart d'entre eux étaient tenus par des responsables catholiques. Ainsi, en 1945, 45 pensionnats sur 76 étaient sous la responsabilité de l'Église catholique. Les Amérindiens ont été victimes de brutalités et de violences. Une partie des élèves a subi des abus sexuels. En 2008, l'Église catholique a versé aux anciens élèves des indemnités s'élevant à 79 millions de dollars canadiens.
Le 29 avril 2009, le pape Benoît XVI a reçu une délégation du peuple amérindien. Il leur a déclaré sa peine face à « l'angoisse causée par la conduite déplorable de certains membres de l'Église » envers les Indiens du Canada.

### Prêtres, cardinaux et religieuses
- 1963, dans le cadre de l'affaire Paul-André Harvey et diocèse de Chicoutimi. Le prêtre Paul-André Harvey est condamné en 2015 à six ans de prison pour l'agression sexuelle de 39 enfants et d'une jeune femmes entre 1963 et 1987. Les assureurs du diocèse de Chicoutimi doivent verser 13,75 millions de dollars aux victimes inscrites au recours collectif.
- 1985, Denis Vadeboncœur est condamné à deux reprises pour avoir agressé sexuellement des enfants en 1985 au Canada puis en 2005 en France[24].
- 1990, le prêtre Kevin Bennett, du diocèse de Saint-Georges, est condamné à quatre ans de prison pour avoir agressé sexuellement des enfants. En 2005, l'évêque Douglas Crosby annonce la mise en vente des propriétés du diocèse afin de payer 13 millions de dollars aux 37 victimes de Benett[32].
- 2009, il est trouvé dans l'ordinateur de l'évêque Raymond Lahey, par des agents de l'Agence des services frontaliers du Canada à l'aéroport international Macdonald-Cartier d'Ottawa  d'« images préoccupantes ». Des examens subséquents de l'ordinateur révèle de la pornographie infantile. Le 4 mai 2011, il plaide coupable aux accusations d'importation de pornographie infantile[33]. Le 4 janvier 2012, il est condamné à 15 mois d'emprisonnement et 24 mois de probation[34].
- 2021, un quotidien d'information au Québec, Le Devoir , publie une enquête en décembre 2021 où il mentionne plusieurs congrégations de religieuses qui auraient commis des abus sexuels, physiques et psychologiques sur des enfants[35].
- 2024, dans une action collective de 147 victimes visant le diocèse de Québec, une fidèle allègue que le cardinal Gérald Cyprien Lacroix a commis une agression sexuelle pour des faits qui se seraient déroulés entre 1987 et 1988. À l'époque, la plaignante était mineure[36]. Gérald Cyprien Lacroix réfute ces allégations et annonce se retirer provisoirement de ses activités[37].

## Filmographie
- Le documentaire Le Silence, sorti en 2021, évoque les agressions sexuelles de prêtres catholiques perpétrées pendant des décennies en Acadie. De nombreux prêtres comme Camille Léger à Cap-Pelé, Lévi Noël à Bathurst ou encore Yvon Arsenault ont agressé des centaines d'enfants. Des victimes de ces prêtres pédophiles décident de rompre le silence et s'expriment dans ce documentaire[38],[39]. L'archevêque Valéry Vienneau a refusé de s'y exprimer préférant garder le silence[40].

- En 2022, Priez pour nous, de  Jean-François Poisson et Sophie Charest, présente le témoignage de plusieurs victimes de l'Église catholique. Celle-ci, invitée à participer au documentaire, a refusé de s'exprimer. Pour le réalisateur ce « jeu du silence dure, comme si nous étions restés dans les années 1950. Leur complicité est révoltante »[41],[42].

- Le documentaire Secrets et péchés de l'Église de Manu Chataigner et Jules Richer, sorti en 2022, montre, notamment à travers le cas du prêtre  Brian Boucher, comment l'Église catholique a protégé implicitement les prêtres pédophiles au détriment des victimes[43].

## À voir